# Aloe deltoideodonta
Aloe deltoideodonta é uma espécie de liliopsida do gênero Aloe, pertencente à família Asphodelaceae.